# Comuna de Janikowo
Janikowo (polaco: Gmina Janikowo) é uma gminy (comuna) na Polónia, na voivodia de Cujávia-Pomerânia e no condado de Inowrocławski. A sede do condado é a cidade de Janikowo.
De acordo com os censos de 2004, a comuna tem 13 819 habitantes, com uma densidade 149 hab/km².

## Área
Estende-se por uma área de 92,3 km², incluindo:
- área agricola: 79%
- área florestal: 2%

## Demografia
Dados de 30 de Junho 2004:
|                      | Total   | Total | Mulheres | Mulheres | Homens  | Homens |
| -------------------- | ------- | ----- | -------- | -------- | ------- | ------ |
|                      | pessoas | %     | pessoas  | %        | pessoas | %      |
| População            | 13 670  | 100   | 6958     | 50,9     | 6712    | 49,1   |
| Densidade (pop./km²) | 148,1   | 100   | 75,4     | 75,4     | 72,7    | 72,7   |

De acordo com dados de 2005, o rendimento médio per capita ascendia a 1969,73 zł.

## Subdivisões
- Broniewice, Dobieszewice, Głogówiec, Góry, Kołodziejewo, Kołuda Mała, Kołuda Wielka, Ludzisko, Sielec, Trląg.

## Comunas vizinhas
- Dąbrowa, Inowrocław, Mogilno, Pakość, Strzelno